# Рыжков, Марк Николаевич
Марк Никола́евич Рыжко́в (28 сентября 1935, Ханжёнково, Сталинская область, УССР, СССР — 15 декабря 1988, Свердловск, РСФСР, СССР) — советский врач-патологоанатом; поэт, переводчик армянской поэзии на русский язык.

## Биография
Марк Николаевич Рыжков родился на Донбассе. С трёхлетнего возраста жил в Свердловске. В 1959 году окончил с отличием Свердловский медицинский институт. Работал патологоанатомом в Нижнем Тагиле, с 1963 года — в Свердловске, в городской клинической больнице № 1. С 1971 года и до конца жизни заведовал патологоанатомическим отделением ГКБ № 1, преобразованной позднее в ГКБ СМП (Городская клиническая больница скорой медицинской помощи).
Занимался переводами стихов армянских поэтов. Увлекался живописью и скульптурой.
Умер 15 декабря 1988 года. Похоронен на Широкореченском кладбище Свердловска. На могиле Марка Рыжкова установлен хачкар, выполненный из туфа (автор — армянский скульптор Генрих Амбарцумян).

## Творчество
Марк с детства любил поэзию, писал стихи. В 1970-х написал цикл стихотворений, посвящённых своей профессии, под общим названием «Сонеты патологии» (20 сонетов из этого цикла впервые были опубликованы в 2005 году, в сборнике поэтов-медиков Свердловской области «Времена души»).
В 1970-м побывал в Армении (тогда — Армянская Советская Социалистическая Республика) на Всесоюзном съезде врачей патологоанатомов и влюбился в неё. По возвращении начал самостоятельно изучать армянский язык. Переводил самых разных армянских поэтов: известных и неизвестных, классиков (Сильва Капутикян, Геворг Эмин, Егише Чаренц, Паруйр Севак) и современников. С 1979 года эти переводы стали публиковаться в периодических изданиях и книгах в Свердловске, Ереване, Москве. Марк Рыжков был единственным поэтом-переводчиком не из армян, кто пользовался исключительно собственными подстрочниками. Сам себя называл — Маркос Шекоян. Это было выражением той воистину безграничной любви, которую он испытывал к Армении, к её народу, культуре и истории.
Переводы М. Рыжкова с армянского публиковались в журналах «Новый мир», «Дружба народов», «Нева», «Огонёк», «Наш современник», «Урал», «Уральский следопыт», «Литературная Армения», «Эчмиадзин». Был нередким гостем на ереванском телевидении. Имя Марка Рыжкова включено в Армянскую электронную энциклопедию «Хайазг» в раздел «Друзья армянского народа».
Стихи Марка Рыжкова об Армении переведены на армянский язык Сильвой Капутикян.
Незадолго до смерти Марка Рыжкова вышла передача о нём на свердловском телевидении.
В 2014 году, к 80-летию Марка Николаевича Рыжкова, в Екатеринбурге издан солидный том — «Армянская поэзия в переводах Марка Рыжкова».

## Интересный факт
В конце 1970-х на здании ГКБ СМП в Свердловске были установлены бронзовые мемориальные доски врачам-учёным Давиду Григорьевичу Шеферу, Аркадию Тимофеевичу Лидскому и Борису Павловичу Кушелевскому с барельефами работы М. Н. Рыжкова.

## Семья
- Жена —
- Сын — Рыжков Алексей Маркович, художник[10]